# Girlfriend (chanson des Wings)
 (mai 2024).
Si vous disposez d'ouvrages ou d'articles de référence ou si vous connaissez des sites web de qualité traitant du thème abordé ici, merci de compléter l'article en donnant les références utiles à sa vérifiabilité et en les liant à la section « Notes et références ».
Pour les articles homonymes, voir Girlfriend.
Pistes de London Town
Children Children I've Had Enough
Girlfriend est une chanson des Wings, sortie le 31 mars 1978 sur l'album London Town. Écrite par Paul McCartney, il avait considéré que Michael Jackson pourrait l'interpréter et, effectivement, il la reprendra l'année suivante.

## Personnel
- Paul McCartney – chant, basse, guitares acoustique et électrique, batterie, piano electrique, synthesiseurs, possiblement du piano
- Linda McCartney – claviers, chœurs
- Denny Laine – guitares acoustique et électrique, chœurs, possiblement du piano

## Version de Michael Jackson
Singles de Michael Jackson
She's Out of My Life
(1980) One Day in Your Life
(1981)
Pistes de Off the Wall
Off the Wall (5) She's Out of My Life (7)
McCartney a pensé offrir cette chanson à Michael Jackson et lui en avait parlé lors d'une fête à Hollywood. Dans un premier temps, les choses en étaient restées là et le titre a finalement été placé sur l'album des Wings.
Peu de temps après, Quincy Jones, qui ignorait que la chanson avait initialement été écrite pour Michael Jackson, jugea qu'elle pourrait être enregistrée pour Off the Wall. La chanson sort sur l'album et, le 16 juillet 1980 uniquement au Royaume-Uni, devient le cinquième et dernier single issu de l'album.
Cette interprétation omet le pont de la version d'origine et a donc une durée plus courte. Par ailleurs, Quincy Jones fait appel aux services à George Duke pour apporter sa touche « jazzy » au synthétiseur. Le titre s'est classé à la 41e place du Top 50 britannique.
Paul McCartney et Michael Jackson ont par la suite travaillé ensemble pour de véritables duos : The Girl Is Mine (n°2 au Billboard Hot 100), extrait de l'album Thriller (1982) de Jackson, ainsi que sur Say Say Say (n°1 au Billboard Hot 100) et The Man, extraits de l'album Pipes of Peace (1983) de McCartney.

## Personnel
- Voix principale et chœurs : Michael Jackson
- Basse : Louis Johnson
- Percussions : John Robinson
- Piano électrique : Greg Phillinganes
- Synthétiseur : David Foster, George Duke
- Programmation synthétiseur : Steve Porcaro, George Duke
- Guitare : Marlo Henderson, Wah Wah Watson (en)
- Trombone : William Reichenbach (en)
- Trompette : Gary Grant
- The Seawind Horns (en) :
  - Arrangements vents : Jerry Hey (en)
  - Bugle : Jerry Hey
  - Trompette : Jerry Hey
  - Saxophone alto : Larry Williams (solo)
  - Saxophone ténor : Larry Williams, Kim Hutchcroft
  - Saxophone baryton : Kim Hutchcroft
  - Flute : Larry Williams, Kim Hutchcroft
- Arrangements rythmiques : Quincy Jones, Greg Phillinganes, Tom Bahler (en)
- Arrangements vocaux : Michael Jackson, Quincy Jones